# Baniopis
Baniopis là một chi bướm đêm thuộc họ Erebidae.